# Pachycrocuta
Pachycrocuta es un género extinto de mamíferos placentarios de la familia Hyaenidae, orden de los carnívoros. Comprende distintas especies de hienas que habitaron Eurasia y África desde el límite Mio-Plioceno hasta finales del Pleistoceno inferior o principios del Pleistoceno medio.

## Taxonomía
El género Pachycrocuta ha sido objeto de diversas controversias taxonómicas, debido sobre todo a su similitud anatómica con el género Hyaena. Los distintos hiénidos del Plioceno y Pleistoceno del Viejo Mundo fueron clasificados dentro de los géneros Hyaena y Crocuta, pero en 1938 Kretzoi propuso el género Pachycrocuta para las especies clasificadas anteriormente como Hyaena sinensis y Hyaena brevirostris, y el género Pliocrocuta para aquellos ejemplares clasificados previamente como Hyaena perrieri. Algunos científicos sin embargo no reconocen el género Pliocrocuta y lo consideran Pachycrocuta.
Según la opinión de varios autores, el género Pachycrocuta se compone de tres especies:
- Pachycrocuta brevirostris†: habitó Europa, Asia y África desde finales del Plioceno hasta la primera mitad del Pleistoceno. Incluyen a los especímenes asiáticos originalmente denominados Pachycrocuta sinensis y a los africanos nombrados como Pachycrocuta bellax.
- Pachycrocuta perrieri†: fue muy abundante en Europa y Asia occidental durante el Plioceno superior. Precede en Europa a P. brevirostris. Algunos científicos todavía la denominan Pliocrocuta perrieri.
- Pachycrocuta pyrenaica†: considerada el ancestro de P. perrieri. Habitó Europa en el límite Mio-Plioceno. Algunos autores la clasifican dentro de la especie P. perrieri.